# Hubert Van Innis
Hubert van Innis (24 de febrer 1866 – 25 de novembre 1961) fou un tirador amb arc belga.
Van Innis competí als Jocs de París 1900 on aconseguí dues primeres posicions i una segona. Les seves victòries arribaren a les proves curtes de 33 metres (en Au Chapelet i Au Cordon Doré). A la de 50 metres Au Cordon Doré, fou segon darrere d'Henri Hérouin per un marcador de 31-29, i davant d'Émile Fisseux amb 28 punts. A la prova de 50 metres Au Chapelet fou quart.
Vint anys més tard, als Jocs d'Anvers 1920, la seva participació fou encara millor amb 4 ors i 2 plates (3 individuals i 3 per equips) en les proves d'ocell mòbil.